# Naoya Senoo
Naoya Senoo (妹尾 直哉 Senoo Naoya?), född 15 augusti 1996 i Mie prefektur, är en japansk fotbollsspelare.
Senoo började sin karriär 2015 i Gamba Osaka. 2019 flyttade han till AC Nagano Parceiro.